# Dorothy Maud Wrinch
Dorothy Maud Wrinch (12 de septiembre de 1894 – 11 de febrero de 1976) fue una matemática y teórica bioquímica, célebre por su intento de deducir la estructura de la proteína utilizando principios matemáticos.

## Semblanza
Dorothy nació en Rosario, Argentina, siendo hija de Hugh Edward Hart Wrinch, un ingeniero, y de Ada Souter. La familia regresó a Inglaterra tiempo después, creciendo Dorothy en Surbiton, cerca de Londres. Luego asistió a la preparatoria Surbiton High School, para en 1913 ingresar al Girton College, Universidad de Cambridge, donde comenzó a interesarse por las matemáticas. En 1916 se graduó de sus estudios universitarios con el grado de «Wrangler» (que se refiere a todo estudiante de Cambridge que concluye satisfactoriamente su tercer año/Parte II de sus estudios de matemáticas con los más altos honores universitarios). Tras esto, pasó un cuarto año en la universidad, esta vez aprendiendo las materias relativas a ciencias morales, por lo que así pudo comenzar a estudiar la lógica matemática junto con Bertrand Russell.
En 1922 Wrinch se casó con su supervisor graduado en el King's College de Londres, el físico matemático John William Nicholson. El examen para su doctorado en 1921 inusualmente incluyó un miembro adicional, lo que pudo haber sido debido a la percepción de una relación entre los dos. Nicholson se graduó en el Owens College de Mánchester y también como wrangler en Cambridge. En 1921 fue elegido miembro de la Comunidad del Balliol College. La pareja tuvo una hija, Pamela, nacida en 1927. El libro de Wrinch sobre la paternidad, dedicado a Russell, se trató de una reflexión sociológica más que de un manual de cuidado infantil. La salud mental de Nicholson se deterioró a fines de la década de 1920, y en 1930 fue certificado como enfermo mental y confinado en el Hospital Warneford hasta su muerte en 1955. En 1937, a Wrinch se le concedió el divorcio debido a la locura de su esposo. Desde 1930, Wrinch estaba cerca emocional e intelectualmente del matemático Eric Neville, una amistad que duró hasta 1961.
Desde alrededor de 1932, Wrinch se centró en la biología teórica. Fue una de las fundadoras del Biotheoretical Gathering (también conocido como 'Theoretical Biology Club'), un grupo interdisciplinar que buscó explicar la vida descubriendo cómo funcionan las proteínas. En este grupo también participaron Joseph Henry Woodger, Joseph y Dorothy Needham, Conrad Hal Waddington, John Desmond Bernal, Karl Popper y Dorothy Crowfoot Hodgkin. A partir de entonces, su trabajo se convirtió en el de una bióloga teórica. Desarrolló un modelo de estructura de las proteínas, que llamó "hipótesis del ciclol". El modelo generó considerable controversia y fue atacado por el químico Linus Pauling. En estos debates, su falta de capacitación en química se convirtió en un fuerte inconveniente para Wrinch. Hacia 1939, se habían acumulado evidencias de que el modelo estaba equivocado, pero Wrinch continuó investigando sobre el tema. Sin embargo, el trabajo experimental de Irving Langmuir realizado en colaboración con Wrinch para validar sus ideas, consolidó el principio de que la interacción hidrofóbica es la fuerza impulsora del plegamiento de proteínas.
En 1939 Wrinch se mudó a los Estados Unidos. Ocupó una serie de puestos docentes en tres pequeñas universidades de Massachusetts, Amherst College, Smith College y Mount Holyoke College. Desde 1942 hasta que se retiró en 1971, ocupó puestos de investigación en el Smith College.
Falleció en Falmouth (Massachusetts), el 11 de febrero de 1976.
Crowfoot Hodgkin escribió en el obituario que Wrinch era "una figura brillante y controvertida que jugó un papel relevante en los inicios de gran parte de la investigación actual en biología molecular". En un nivel más personal, también escribió que: "Me gusta pensar en ella tal como era cuando la conocí, alegre, entusiasta y aventurera, valiente frente a mucha desgracia y muy amable".

## Parte de la bibliografía de D. M. Wrinch
- “On Some Aspects of the Theory of Probability,” Philosophical Magazine, 38, (1919), 715-731. (con Harold Jeffreys)
- The Retreat from Parenthood London : K. Paul, Trench, Trübner 1930 (como Jean Ayling)
- Fourier transforms and structure factors; American Society for X-Ray and Electron Diffraction. 1946
- Chemical aspects of the structure of small peptides; an introduction. 1960.
- Chemical aspects of polypeptide chain structures and the cyclol theory 1965.
- Lista de las publicaciones filosóficas de Wrinch (enlace roto disponible en Internet Archive; véase el historial, la primera versión y la última).
- "Selected papers of Dorothy Wrinch, from the Sophia Smith Collection," en "Structures of Matter and Patterns in Science, inspired by the work and life of Dorothy Wrinch, 1894-1976, The Proceedings of a Symposium held at Smith College, Northampton, Massachusetts 28-30 de septiembre, 1977, Schenkman Publishing Company, 1980.